# Proisy
Proisy ist eine französische Gemeinde mit 275 Einwohnern (Stand: 1. Januar 2022) im Département Aisne in der Region Hauts-de-France. Sie gehört zum Arrondissement Vervins, zum Kanton Guise und zum Kommunalverband Thiérache Sambre et Oise.

## Geographie
Die Gemeinde Proisy liegt im Norden der Thiérache an der oberen Oise, etwa 14 Kilometer nordwestlich von Vervins. Nachbargemeinden von Proisy sind Malzy im Norden, Chigny im Nordosten, Marly-Gomont im Osten, Le Sourd im Süden Romery im Westen,.

## Bevölkerungsentwicklung
| Jahr                       | 1962 | 1968 | 1975 | 1982 | 1990 | 1999 | 2006 | 2012 | 2022 |
| Einwohner                  | 532  | 477  | 370  | 363  | 309  | 293  | 311  | 325  | 275  |
| Quellen: Cassini und INSEE |      |      |      |      |      |      |      |      |      |

## Sehenswürdigkeiten

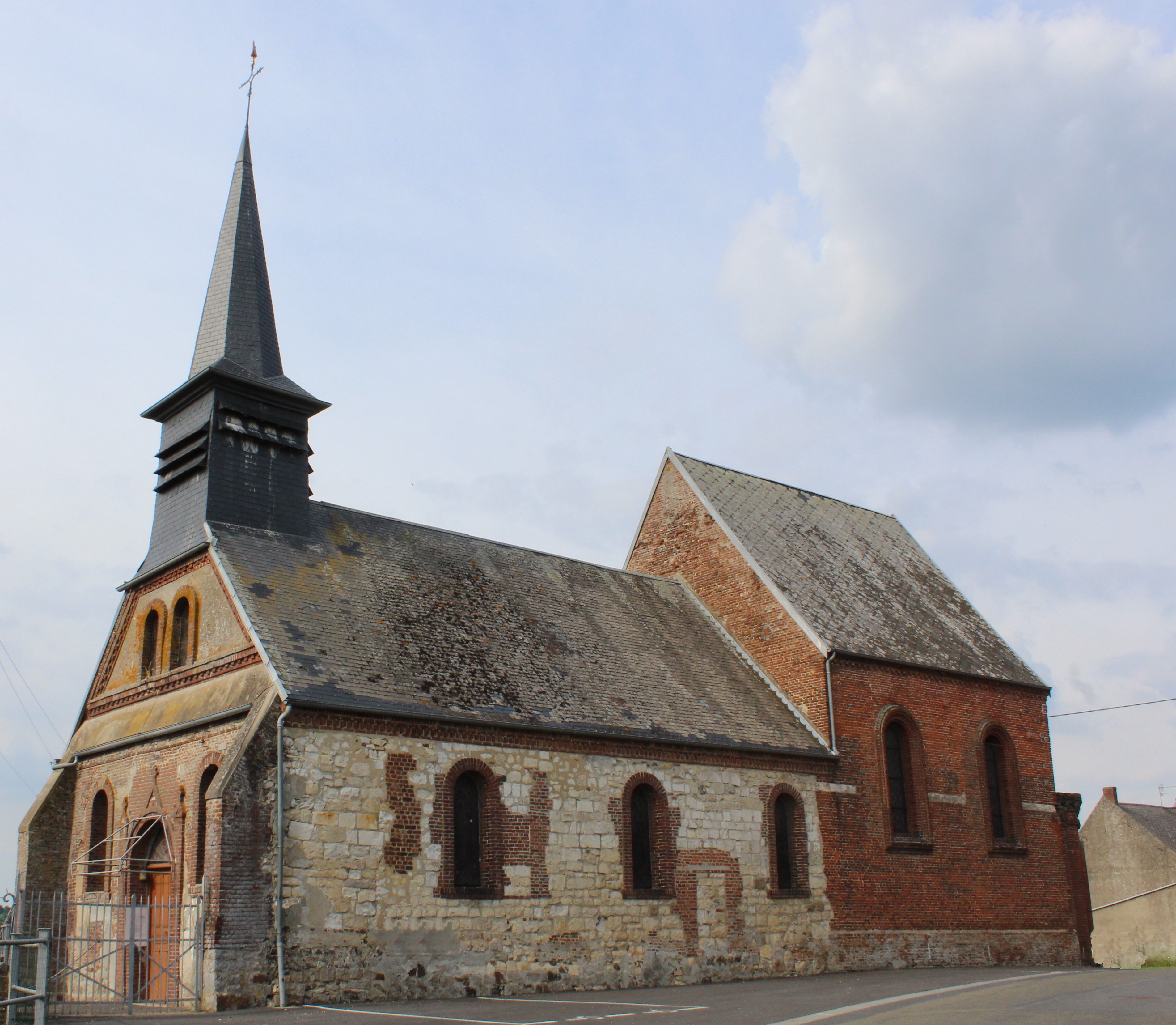
Kirche Saint-Martin
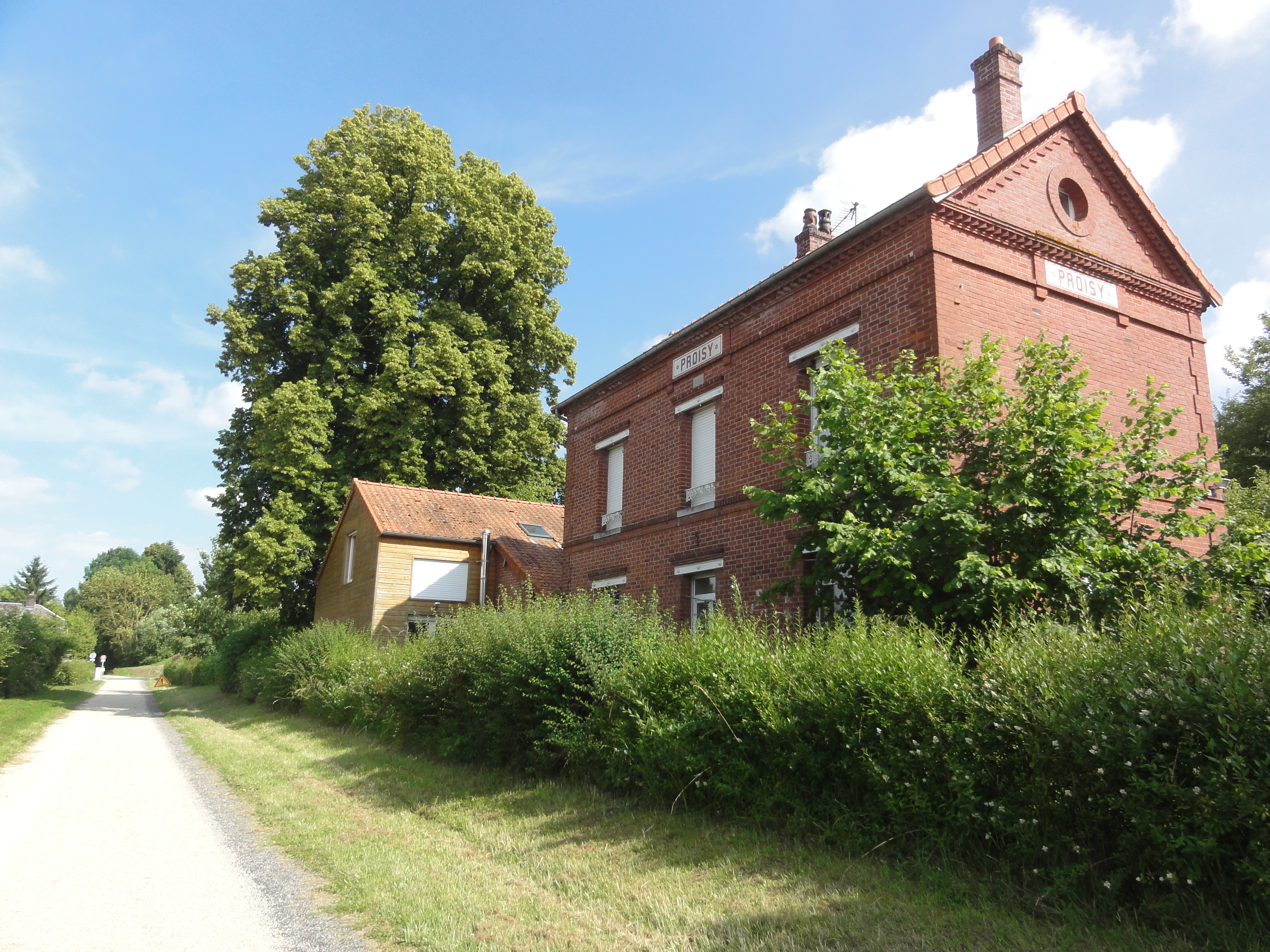
Ehemaliger Bahnhof
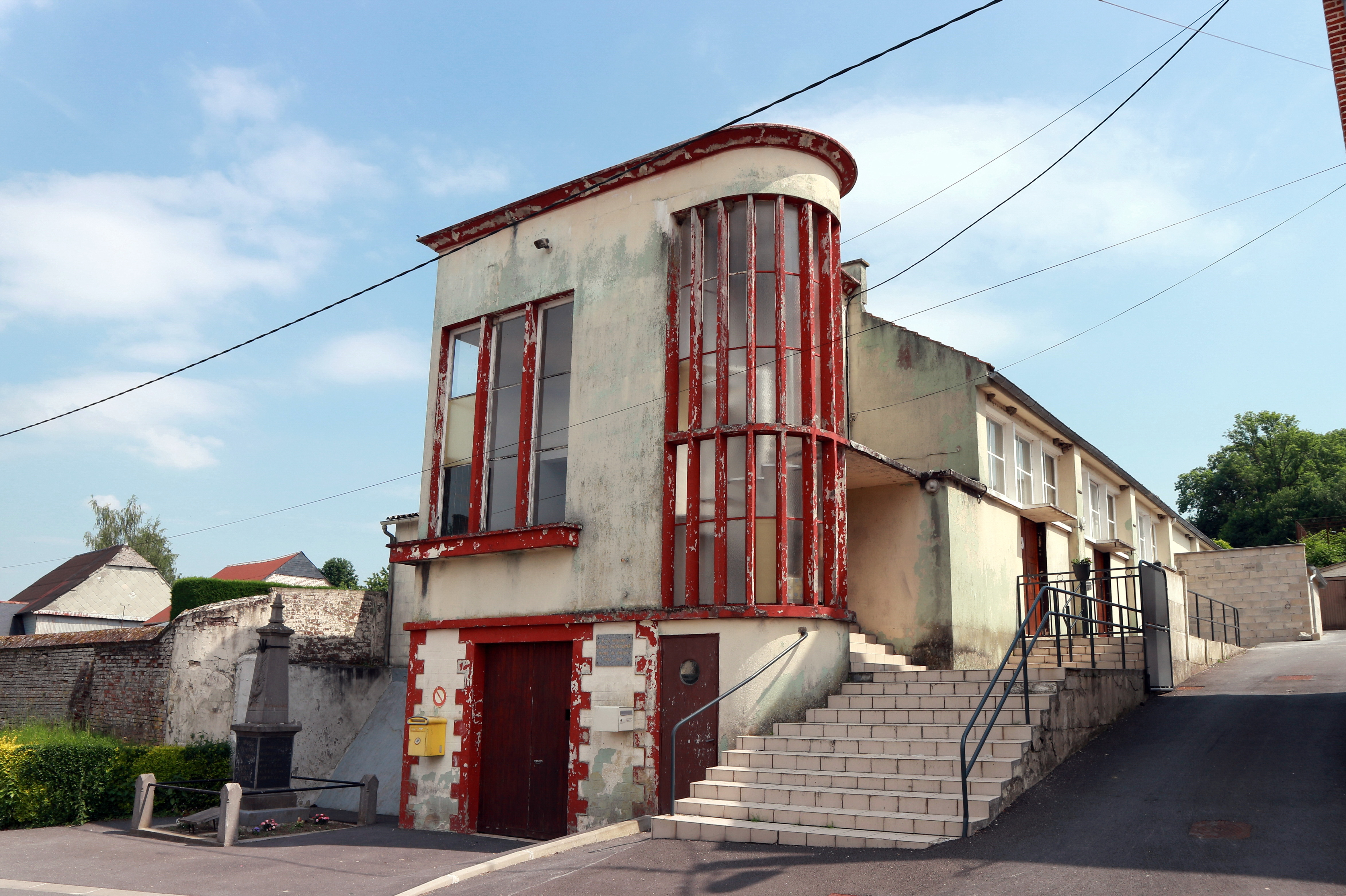
Gemeindefestsaal
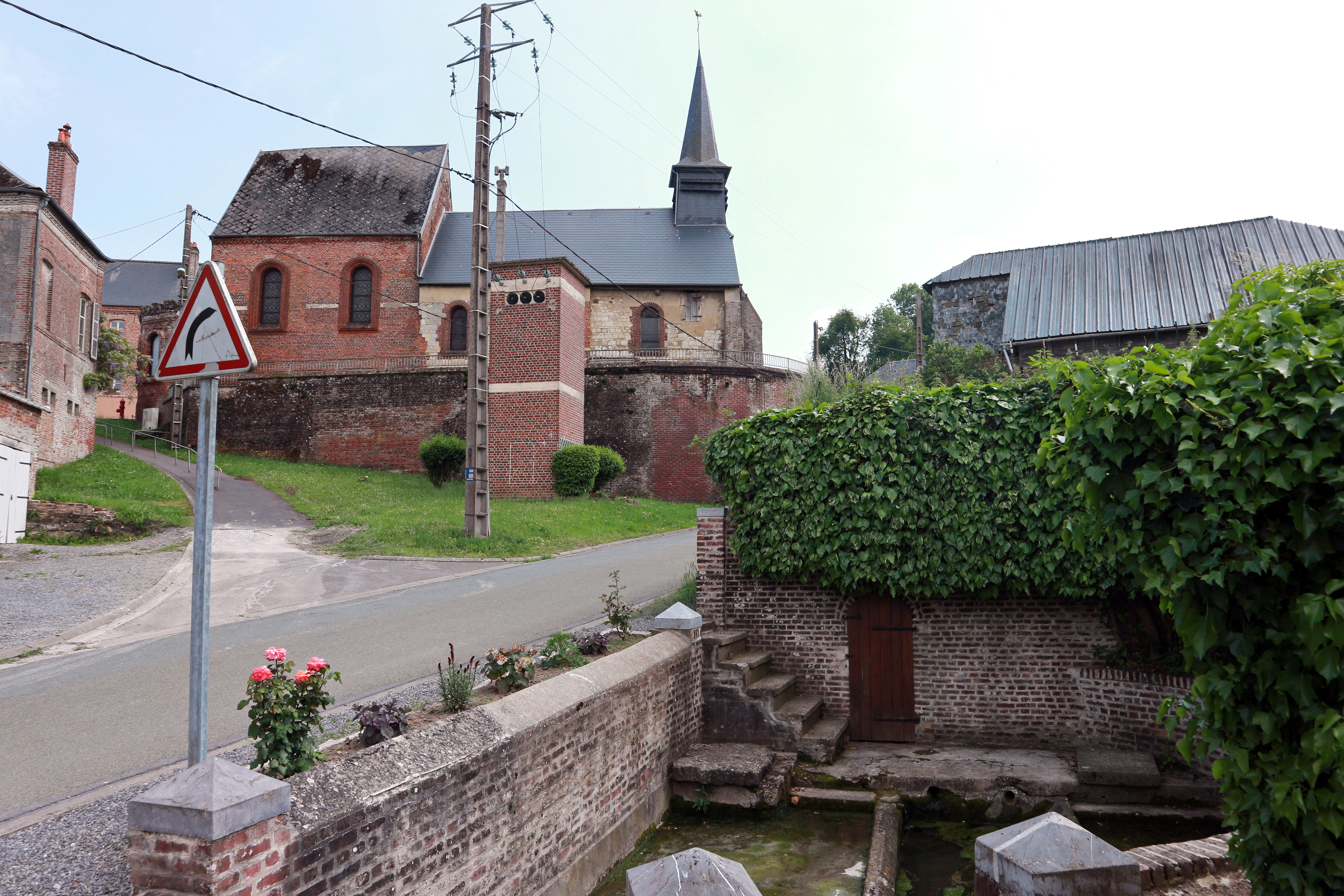
Lavoir
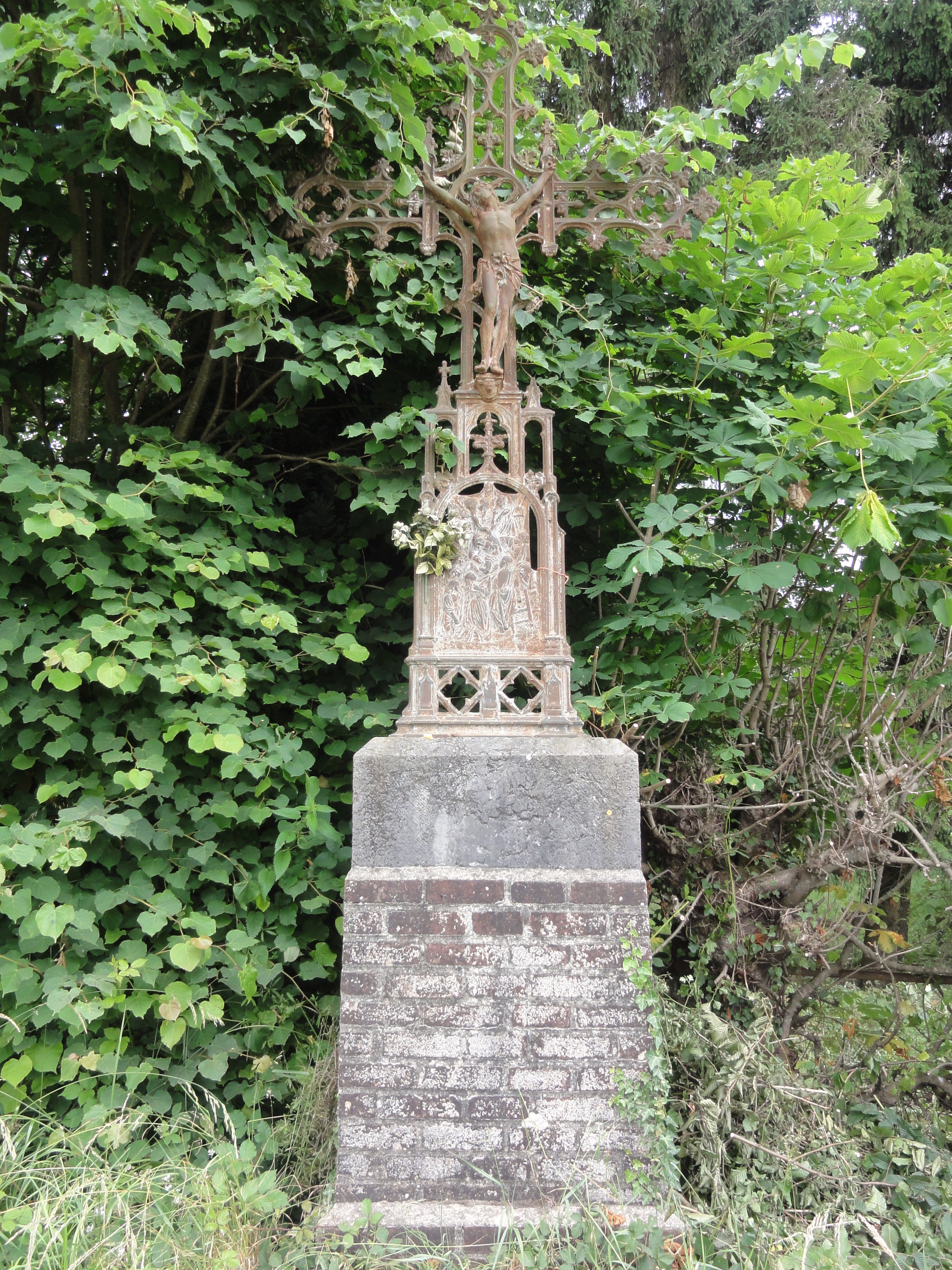
Wegkreuz
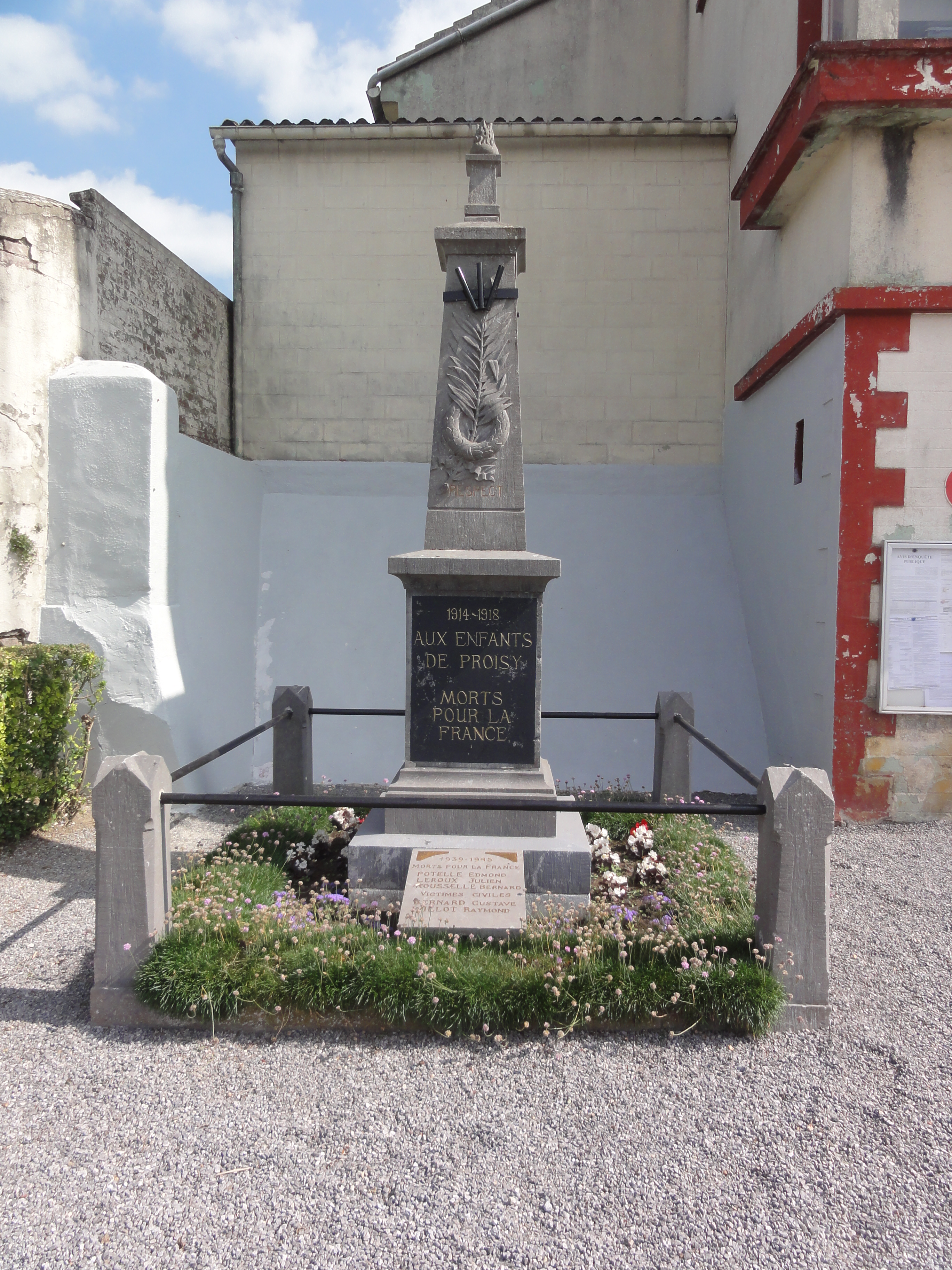
Gefallenendenkmal

- Kirche Saint-Martin
- Ehemaliger Bahnhof
- Gemeindefestsaal
- Lavoir
- Wegkreuz
- Gefallenendenkmal